# Бенджамін Бріттен
Бе́нджамін Брі́ттен (англ. Benjamin Britten; 22 листопада 1913 — 4 грудня 1976) — британський композитор, диригент та піаніст, засновник англійської композиторської школи в ХХ ст.

## Біографія

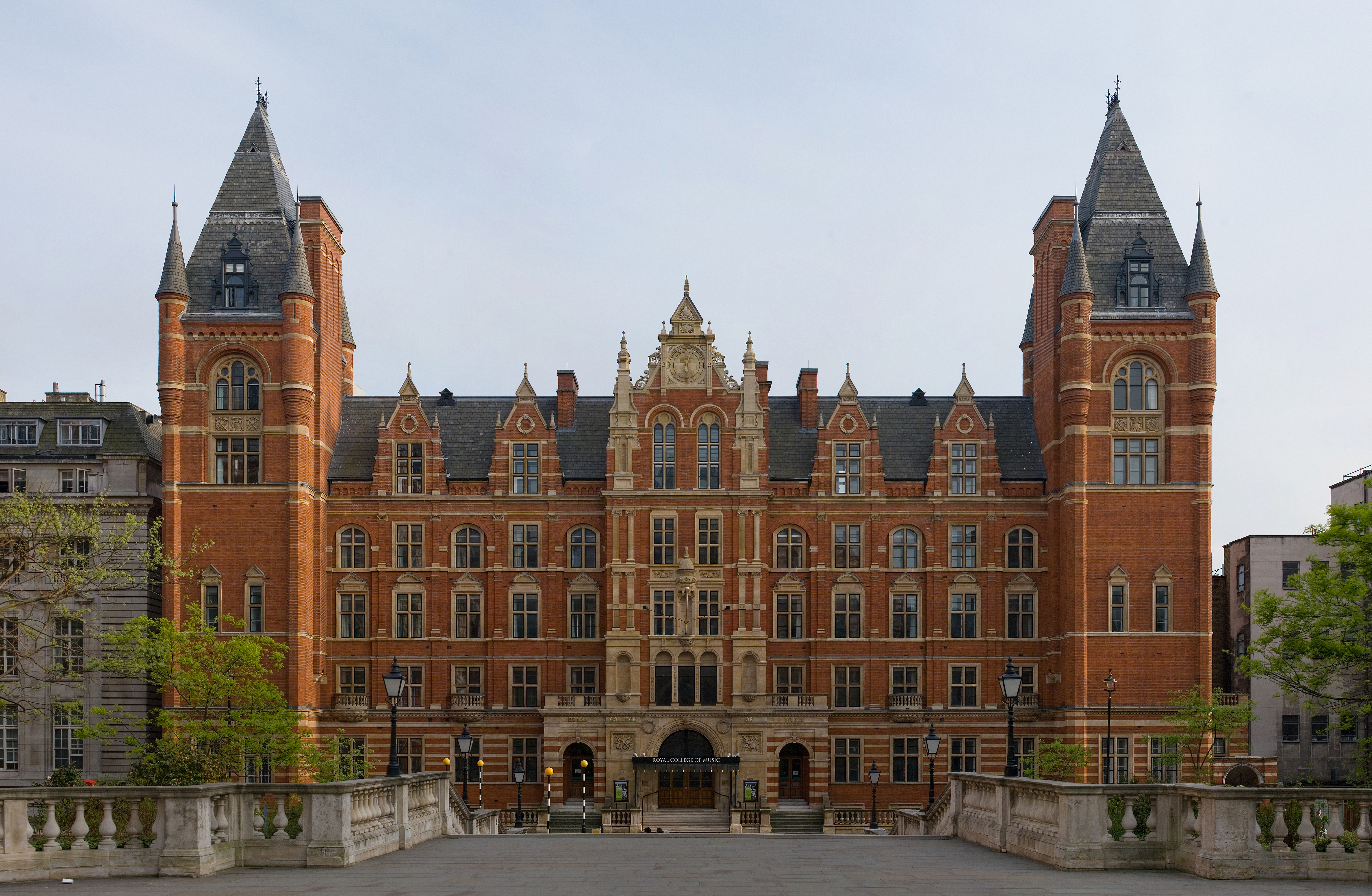
Королівський музичний коледж, 2007

З 1927 року брав приватні уроки музики у Френка Бріджа, потім у 1929–1933 роках займався в Королівському музичному коледжі у Джона Айрленда (композиція) і Артура Бенджаміна (фортепіано); від планів навчання в Відні під керівництвом Альбана Берга відмовився під тиском сім'ї та викладачів коледжу.
Вже ранні твори Бріттена — «Гімн діві» (англ. A Hymn to the Virgin; 1930), хоральні варіації «Немовля народилося» (англ. A Boy was Born; 1934) — привернули увагу музичної громадськості. У 1935–1942 роках Бріттен багато співпрацює з поетом Вістеном Х'ю Оденом: плодом цієї співпраці став ряд вокальних циклів на вірші Одена, в тому числі «Наші батьки, що полювали на пагорбах» (англ. Our Hunting Fathers), музичний радикалізм якого можна порівняти з політичною загостреністю текстів, і перша опера Бріттена на лібрето Одена «Пол Баньян» (англ. Paul Bunyan; 1941), створена після переїзду обох у США. У 1936 році починається співпраця Бріттена зі співаком Пітером Пірсом, який став і супутником життя композитора.
Після повернення Бріттена і Пірса з США в 1942 р. композитор найбільшою мірою присвятив себе опері: «Пітер Граймз» (англ. Peter Grimes; 1945, за Джорджем Краббом) і «Поворот гвинта» (англ. The Turn of the Screw; 1954, 1954, за мотивами однойменної повісті Генрі Джеймса) заклали основу нової англійської опери і, в цілому, були прийняті публікою з натхненням, проте опір частини британського музичного істеблішменту новаціям Бріттена підштовхнув композитора до створення власної Англійської оперної групи (1947), що ставила переважно твори англійських композиторів і гастролювала з ними по всьому світу, в тому числі і в Радянському Союзі (1964). У 1948 р. Бріттен також заснував музичний фестиваль в Олдборо.
У 1957 році помітний вплив на творчість Бріттена справила азійська музика, з якою він познайомився під час спільного з Пірсом східного турне (Бріттен виступав як акомпаніатор). Цей вплив особливо позначився в балеті «Принц пагод» (англ. The Prince of the Pagodas; 1957). У 1960-і роках Бріттен знову звертається до церковної музики, створюючи, зокрема, трилогію музично-драматичних творів на межі опери та ораторії під загальною назвою «Притчі для церковного виконання»(англ. Parables for Church Performance); третя з них, «Блудний син» (англ. The Prodigal Son; 1968), присвячена Дмитру Шостаковичу, який, у свою чергу, присвятив Бріттену Чотирнадцяту симфонію. Особливий успіх випав на долю Військового Реквієму (англ. War Requiem; 1962), написаного Бріттеном для церемонії освячення кафедрального собору у повністю зруйнованому німецькими бомбардуваннями місті Ковентрі.
У 1970-х роках Бріттен втішався всесвітнім визнанням. У 1974 році він став першим лауреатом світової музичної премії Ернста Сіменса. У 1976 році, за кілька місяців до смерті, отримав титул барона Бріттена з Олдборо. Серед пізніх творів Бріттена виділяється опера «Смерть у Венеції» за однойменною новелою Томаса Манна.

## Особисте життя
Бріттен не приховував своєї гомосексуальності, та за його життя це не було темою публічного обговорення. Після смерті композитора його супутник життя Пітер Пірс, з яким Бріттен прожив 30 років, розповідаючи про друга і про їх щасливий шлюб, зізнавався: «Він любив мій голос і любив мене».
Протягом усього свого дорослого життя Бріттен мав особливі стосунки з дітьми та тісно дружив з кількома хлопчиками, особливо з тими, що були у ранньому підлітковому віці. На думку кінорежисера Джона Брідката, Бріттен й сам себе подумки постійно вважав 13-річним. Брідкат стверджував, що це видно як у щоденниках, які Бріттен купував і використовував у дорослому житті, в яких він записав кілька статистичних даних, що стосувалися його самого в цьому віці, так і в його зауваженні до Імоджен Голст: «Мені все ще тринадцять».  Перша така дружба була з Пірсом Данкерлі, якому було 13 років у 1934 році, коли Бріттену було 20.
Дехто з близьких соратників Бріттена давно підозрював, що в його потягу до підлітків є щось виняткове: Оден згадував про «потяг Бріттена до худих як дошка неповнолітніх… до безстатевих і невинних», , а Пірс якось написав Бріттену: «пам'ятай, що у світі все ще є прекрасні речі — діти, хлопчики, сонце, море, Моцарт, ти і я». Карпентер і Брідкат дійшли висновку, що Бріттен твердо контролював будь-які сексуальні імпульси та підтримував стосунки ніжними — включаючи спільне спання в ліжку, поцілунки та купання голими — але суворо платонічними.

## Твори
Опери
- «Пол Баньян» (Paul Bunyan; 1941
- «Пітер Граймз» (Peter Grimes; 1945)
- «Збезчещена Лукреція» (The Rape of Lucretia; 1946)
- «Альберт Герінґ» (Albert Herring; 1947)
- «Жебрацька опера» (The Beggar's Opera; 1948)
- «Давайте ставити оперу» (Let's Make an Opera; 1949); для дітей
- «Ґлоріана» (Gloriana; 1953)
- «Поворот гвинта» (The Turn of the Screw; 1954)
- «Ноїв ковчег» (Noye's Fludde; 1958); для дітей
- «Сон літньої ночі» (A Midsummer Night's Dream; 1960)
- «Золота марнота» (The Golden Vanity; 1966); водевіль для хору хлопчиків та фортепіано на текст старої англійської балади; op. 78
- «Овен Вінґрейв» (Owen Wingrave; 1971); телеопера
- «Смерть у Венеції» (Death in Venice; 1973)

Балети
- «Місто Плімут» (1931)
- «Принц пагод» (постановка 1957)

Ораторії і кантати
- «Quatre Chansons Françaises», для сопрано і оркестру (1928)
- Наші Полювання батьків, для сопрано або тенора і оркестру (слова У. Х. Одена) (1936)
- Компанія Неба, для ораторів, солістів, хору і оркестру (1937, не виконується, поки 1989)
- Les Ілюмінація, для сопрано або тенора і струнного оркестру (слова Артура Рембо) (1939)
- Серенада для тенора, роги і струнних (1943)
- Святого Миколая, для тенора соліста, дитячого та мішаного хорів і оркестру (1948)
- Весняна симфонія, для сопрано, контральто, тенора і солістів, змішаного хору, хору хлопчиків і оркестру (1949)
- Ноктюрн, для тенора, 7 обов'язкових інструментів і струнних (1958)
- Ораторія «Військовий реквієм» (1962) для сопрано, тенора і баритона солістів, камерного ансамблю, хору хлопчиків, змішаного хору, і оркестру
- Кантата «Misericordium» для солістів тенора і баритона, хору, струнного квартету, струнного оркестру, фортепіано, арфи, литавр (1963)
- Кантата «Phaedra» для мецо-сопрано, віолончелі, клавесина, ударних та струнного оркестру (Роберт Лоуелл за Федра Жана Расіна, 1975)
- Хвала ми великі люди, для солістів, хору і оркестру (Едіт Сітуелл) (1976, завершена Колін Метьюс 1985)
- Морська симфонія, для солістів, хору і оркестру (нереалізована, 1976)

Твори для оркестру
- Симфонієта, для камерного оркестру (1932)
- «Проста симфонія», для струнного оркестру (1934)
- «Музичні вечори», за Россіні (1936)
- Варіації на тему Ф. Бріджа, для струнного оркестру (1937)
- «Mont Juic», цикл каталонських танців,
- Канадський Карнавал (1939)
- Симфонія Реквієм (1940)
- Ранкові музичні вечори, за Россіні (1941)
- Американська увертюра (1941)
- Прелюдія і фуга для 18 струнних (1943)
- Чотири морські інтерлюдії і Пасакалія з опери «Пітер Граймс», для оркестру (1945)
- Керівництво до оркестру для молодої людини (1946)
- Увертюра на оказію (1946)
- Men of Goodwill — Варіації на тему колядки (1947)
- Варіації на тему Єлизаветі
- Симфонічна сюїта з Gloriana (1954)
- Сюїта англійських народних мелодій для камерного оркестру (1966/1974)

Інструментальні концерти
- Подвійний концерт для скрипки і альта з оркестром (1932, incpt, реалізованих Колін Метьюс)
- Концерт для фортепіано з оркестром (1938, ред. 1945)
- Концерт для скрипки з оркестром (1939, ред. 1958)
- Молоді Аполлона, для фортепіано, струнного квартету та струнного оркестру (1939)
- Диверсії для фортепіано (лівої руки) з оркестром (1940 об. 1954)
- Шотландська балада, для двох фортепіано та оркестру (1941)
- Концерт для кларнета (неповна: тільки перший частина, 1942 / 3, ОРЧ Колін Метьюс.)
- Віолончельна симфонія (1963)

Хорали
- «Гімн Діві» для хору і солістів (1930?)
- «Народився хлопчик» для високих голосів і хору (1933/55)
- «Te Deum in C» для хору, труби та органу (1934)
- «П'ятничні вечори» для дитячого голосу і фортепіано (1935)
- «A.M.D.G.» (Ad Majorem Dei Gloriam), сім налаштування Джерарда Менлі Хопкінса для мішаного хору без супроводу (1939)
- «Церемонія гімнів» (A Ceremony of Carols) для високих голосів і арфи (1942); альтернативний варіант для змішаних голосів і арфи (чи фортепіано)
- «Гімн Святій Сесілії» для хору а капела; вірші Одена (1942)
- «Rejoice in the Lamb» для 4 солістів, хору і органу; текст Крістофер Смарт (1943)
- «Festival Te Deum in E» для хору та органу (1944)
- Весільний гімн «Amo Ergo Sum» для сопрано, хору тенорів та органу (1949)
- «П'ять пісень квітів» для мішаного хору (1950)
- «Гімн Св. Петра» для високого голосу, мішаного хору та органу (1955)
- «Антифон» для мішаного хору та органу, (1955)
- «Missa Brevis» для хлопчиків голосу і органу (1959)
- «Jubilate Deo in C» для хору та органу (1961)
- «Гімн святому Колумбу» для хору та органу (1962)
- «Золота суєта» для хлопчика 5 солістів, хору високого і фортепіано (1966)
- «Будівництво дому» для хору і органу або латуні й оркестру (1967)
- «Священне і мирське» (8 середньовічні пісень) для мішаного хору (1974-5)